# Lenguas lenmichíes
Las lenguas lenmichíes es una agrupación genealógica de lenguas indígenas del Área Intermedia. La denominación fue propuesta por el lingüista costarricense Adolfo Constenla, quien logró probar por medio del método comparativo el parentesco entre los siguientes tres grupos de lenguas de esta región:
- Lenguas chibchas
- Lenguas lencas
- Lenguas misumalpas

El microfilo lenmichí debió iniciar su proceso de fragmentación a comienzos del octavo milenio antes de Cristo, durante el periodo de los cazadores recolectores. Las lenguas lencas y las misumalpas se separaron cerca del 5000 a. C., mientras que el paya se desprendió del tronco de las demás lenguas chibchas aproximadamente en el 4500 a. C.

## Historia

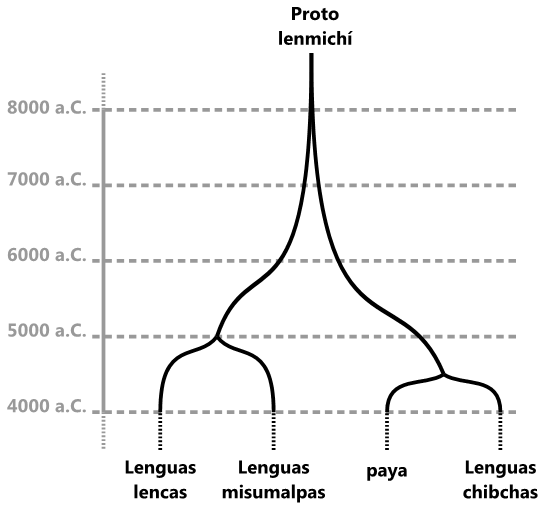
Árbol filogenético del microfilo lenmichí.

La relación entre estas lenguas y otras muchas de la región había sido propuesta por Walter Lehmann en 1920, aunque sin dar indicios convincentes. La hipótesis, no obstante, gozó de popularidad, y fue seguida por lingüistas como Morris Swadesh y Joseph Greenberg, quienes, por otro lado, no aportaron indicios lingüísticos suficientes para probar el parentesco, en favor de su hipótesis macro-chibcha. 
En el 2002, Adolfo Constenla aportó datos fidedignos que comprobaron de forma definitiva que la familia lenca estaba emparentada con las lenguas misumalpas. Dos años después, publicó los datos que acreditan que las lenguas chibchas están emparentadas con las anteriores. Además, reconstruyó de forma parcial el sistema fonológico del antepasado común y realizó un cálculo lexicoestadístico de su separación temporal.

## Descripción lingüística

### Fonología

#### Vocales
Constenla (2005) reconstruye un sistema fonológico para el protolenmichí formado por el siguiente sistema vocálico:
|              | Anteriores | Centrales | Posteriores |
| ------------ | ---------- | --------- | ----------- |
| Cerradas     | *i         |           | *u          |
| Semicerradas | *e         |           | *o          |
| Abierta      |            | *a        |             |

Además, reconstruyó un protofonema de nasalidad vocálica

#### Consonantes
Constenla (2005) reconstruye el siguiente grupo de consonantes:
|              | Bilabial | Alveolar | Velar | Labio- velar | Glotal |
| ------------ | -------- | -------- | ----- | ------------ | ------ |
| Oclusivas    | *b       | *t *d    | *k    |              | *ʔ     |
| Africada     |          | *ts      |       |              |        |
| Fricativas   |          | *s       |       |              | *h     |
| Vibrante     |          | *ɾ       |       |              |        |
| Aproximantes |          | *l       |       | *w           |        |

### Reflejos de los protofonemas

#### Vocales
| Protolenmichí  | *a    | *e | *i | *o    | *u |
| -------------- | ----- | -- | -- | ----- | -- |
| Protochibcha   | *a    | *e | *i | *o    | *u |
| Protolenca     | *a *e | *e | *i | *o *u | *u |
| Protomisumalpa | *a    | *i | *i | *u    | *u |

#### Consonantes
| Protolenmichí  | *b       | *d    | *t | *k | *ʔ | *s   | *h | *ts  | *l | *ɾ | *w |
| -------------- | -------- | ----- | -- | -- | -- | ---- | -- | ---- | -- | -- | -- |
| Protochibcha   | *b       | *d    | *t | *k | *ʔ | *s   | *h | *ts  | *ɾ | *ɾ | ∅  |
| Protolenca     | *p *m    | *l *n | *t | *k | ∅  | *ts' | ∅  | *ts' | *l | *l | *w |
| Protomisumalpa | *b *p *m | *d *n | *t | *k | ∅  | *s   | ∅  | *s   | *l | *ɾ | *w |

### Comparación léxica
Los numerales del 1 al 10 en las reconstrucciones propuestas para los principales grupos son:
| GLOSA | PROTO- CHIBCHA | PROTO- MISUMALPA | PROTO- LENCA | PROTO- LENMICHÍ |
| ----- | -------------- | ---------------- | ------------ | --------------- |
| 1     | (as)           | *as              | *pis         |                 |
| 2     | *buuʔ          | *bu              | *pe          | *bu(?)          |
| 3     | *bai(ã)        | *bas             | *lawa        |                 |
| 4     | *bəhké         | *arunka          | *aria        |                 |
| 5     | *(a)tik-(?)    |                  | *ʦʼay        |                 |
| 6     | *ted           |                  | *wi          |                 |
| 7     | *kuh-          |                  |              |                 |
| 8     | *hap           |                  |              |                 |
| 9     |                |                  |              |                 |
| 10    | *uka           |                  |              |                 |